# Leopold II Piękny
Leopold II Piękny (ur. 1050, zm. 12 października 1095) – margrabia Marchii Austriackiej w latach 1075–1095. 
Wywodził się z dynastii Babenbergów. Był synem Ernesta I Mężnego i jego żony Adelajdy.